# Gladstone (Illinois)
Gladstone es una villa ubicada en el condado de Henderson en el estado estadounidense de Illinois. En el Censo de 2010 tenía una población de 281 habitantes y una densidad poblacional de 276,77 personas por km².

## Geografía
Gladstone se encuentra ubicada en las coordenadas 40°51′50″N 90°57′24″O / 40.86389, -90.95667. Según la Oficina del Censo de los Estados Unidos, Gladstone tiene una superficie total de 1.02 km², de la cual 1.02 km² corresponden a tierra firme y (0%) 0 km² es agua.

## Demografía
Según el censo de 2010, había 281 personas residiendo en Gladstone. La densidad de población era de 276,77 hab./km². De los 281 habitantes, Gladstone estaba compuesto por el 97.15% blancos, el 0.71% eran afroamericanos, el 0% eran amerindios, el 0% eran asiáticos, el 0% eran isleños del Pacífico, el 1.07% eran de otras razas y el 1.07% pertenecían a dos o más razas. Del total de la población el 0% eran hispanos o latinos de cualquier raza.